# Cnaeus Servilius Caepio (consul en -203)
Pour les articles homonymes, voir Servilius Caepio.
Cnaeus Servilius Caepio est consul romain en 203 avant J.-C., à la fin de la deuxième guerre punique. Il est le dernier à affronter Hannibal Barca sur le sol italien.

## Biographie
Son cursus honorum détaillé est connu par Tite-Live : en -213 il est pontife. En -207, comme édile curule, il recommence trois fois la célébration des Ludi Romani. En -205, il est préteur. En -203, il est élu consul avec Caius Servilius Geminus.
Envoyé dans le Bruttium, dernière région d'Italie tenue par Hannibal Barca, Cnaeus Servilius  obtient le ralliement à Rome de plusieurs petites cités et bat Hannibal près de Crotone. Il lui aurait infligé des pertes de cinq mille tués, chiffre que Tite-Live considère comme très exagéré. Peu après Hannibal est rappelé en Afrique par des émissaires carthaginois et évacue Crotone. Servilius voulait le poursuivre et passe en Sicile en vue d'un débarquement en Afrique. Comme il outrepasse les ordres du sénat qui est engagé dans des négociations avec Carthage et entre en concurrence avec Scipion déjà présent en Afrique, il faut nommer un dictateur, Publius Sulpicius Galba Maximus, dont l'autorité est supérieure à celle d'un consul, pour lui intimer l'ordre de revenir en Italie.
En -194, Cnaeus Servilius et deux autres légats sont envoyés à Carthage, officiellement pour régler des tensions entre le roi numide Massinissa, selon Tite-Live à l'appel des opposants carthaginois à la faction soutenant Hannibal; Ce dernier préfère s'exiler en Asie, auprès du roi de Syrie Antiochos III. 
En -192, Cnaeus Servilius est envoyé en Grèce pour renforcer les alliances entre Rome et les cités grecques, en prévision d'une guerre contre Antiochos III.
Cnaeus Servilius décède en -174, durant une sévère épidémie qui frappe Rome.